# Salamon-szigeteki dollár
A Salamon-szigeteki dollár a Salamon-szigetek jelenlegi hivatalos fizetőeszköze, váltópénze a cent (1 dollár = 100 cent). Jelölésére a dollárjelet ($) használják, gyakran kiegészítve az ország angol nevének rövidítésével (SI$), hogy eltérjen más dollárok jelölésétől.

## Története
A Salamon-szigeteken 1899-ben vezették be a brit fontot (1 font sterling = 4 crown = 10 florin = 20 shilling = 240 penny = 960 farthing). Emellett 1916-tól Salamon-szigeteki kiadású bankjegyek is forgalomba kerültek 5 és 10 shilling valamint 1 és 5 font névértékkel. 1920-tól az ausztrál font vette át a brit font szerepét, de 1932-ig még helyi kiadású pénzek is kerültek forgalomba. Az 1942-es japán megszállás után az óceániai fontot vezették be a megszállt óceániai területeken. A megszállás 1945-ben a háborúval együtt véget ért, az ország pedig visszatért az ausztrál font használatához, aminek a helyébe pedig 1966-ban az Ausztrál dollár lépett.
1975-ben, a függetlenné válást követően vezették be a forgalomba a dollár helyett 1:1 arányban, az árfolyamot azonban nem rögzítették. Az ország – akárcsak a csendes-óceáni szigetállamok többsége – a politikai függetlenség ellenére továbbra is rászorul egykori gyarmatosítója, valamint Ausztrália és a nemzetközi szervezetek gazdasági segítségére. Sokat veszített értékéből az évek során. Ebben elsősorban a mezőgazdaságra (kókusztermelés, fakitermelés) alapozott és külső hatásokra érzékeny gazdaságnak, továbbá a központi hatalom gyengesége (a nagy területen szétszórt, de kis összterületű szigetcsoportot nehéz felügyelni) miatti politikai bizonytalanságnak, különösen a 2000–2003 közötti polgárháborúnak volt döntő szerepe.

## Érmék
A Salamon-szigetek valamennyi forgalmi és emlékérméjének előoldalán II. Erzsébetnek, mint a Salamon-szigetek királynőjének portréja szerepel.

### 1977-es sorozat
Az 1977-es sorozat 1, 2, 5, 10, 20, 50 centes, valamint 1 dolláros érmékből állt, a nagyon nagy méretű 5 dollárost pedig 1978-tól verték. Valamennyin II. Erzsébet Arnold Machin (1911-1999) tervezte, diadémos portréja szerepelt fő motívumként. 1978-ban egy ezüst 5 dolláros és egy arany 100 dolláros érmét is kibocsátottak II. Erzsébet megkoronázásának 25. évfordulójára.

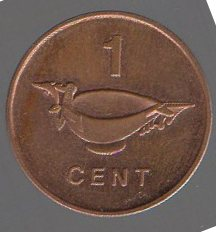
Salamon-szigeteki 1 centes érme hátoldala.
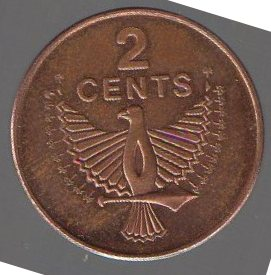
Salamon-szigeteki 2 centes érme hátoldala.

### 1987-es sorozat
Az 1987-es sorozat annyiban tért csak el 1977-es elődjétől, hogy új, Raphael David Maklouf (1937- ) tervezte, IV. György házi koronáját viselő II. Erzsébet portrét kapott.

### 2012-es sorozat
2012 júliusában új, kisebb, áttervezett érméket bocsátottak ki, mivel a korábbi nagy méretű érmék előállítása túl drága volt. Ezeket az Ausztrál Királyi Pénzverde (angolul: Royal Australian Mint) állítja elő, mindegyiken II. Erzsébet Ian Rank-Broadley-féle idős képmása szerepel fő motívumként.

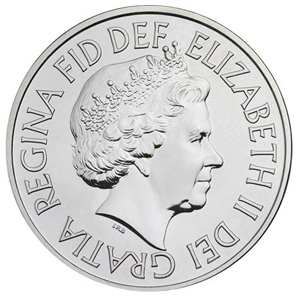
Az Ian Rank-Broadley-féle II. Erzsébet portré 2012 óta szerepel a salamon-szigeteki dollár érméin.

## Bankjegyek

### 1977-esSolomon Islands Monetary AuthorityII. Erzsébet sorozat
A papírpénzek kibocsátását 1977-ben kezdte meg a Solomon Islands Monetary Authority, a széria 2, 5, 10 és 20 dolláros címletekből állt. Valamennyi előoldalán egy Anthony Buckley (1912–1993) 1962-es fényképe alapján készült II. Erzsébet képmást alkalmaztak. Érdekesség ugyanez az uralkodóportré szerepelt a kanadai dollár 1969-es Scenes of Canada szériája 1, 2 és 20 dollárosának előoldalán, valamint az 1979-es áttervezett 20 dollároson is.

### 1984-esCentral Bank of Solomon IslandsII. Erzsébet portrés 10 és 20 dolláros
1984-től az újonnan alapított jegybank, a Central Bank of Solomon Islands vette át a papírpénzkibocsátás jogát, először az 1977-es 10 és 20 dollárossal megegyező, kéttagú szériát bocsátott ki.

### 1986-os címeres sorozat
Az 1986-os sorozat 2, 5, 10, 20 és 50 dolláros bankjegyekből állt, a királynő képmását az ország címere váltotta fel rajtuk, amúgy megegyeztek külső megjelenésükben elődeikkel.

### 1996-1997-es sorozat
Az 1996-1997-es sorozat szintén 2, 5, 10, 20 és 50 dolláros bankjegyekből állt, annyiban tért el csak elődjétől, hogy növekvő méretű sorszámozást (Ascending Size Serial) használtak rajta.

### 2001-es 50 dolláros bankjegy
2001-ben egy korszerűsített biztonsági elemekkel ellátott, kisebb méretű 50 dolláros került forgalomba.

### 2004-2011-es sorozat
Ebben a sorozatban csökkentették a 20 dolláros méretét, a bankjegyek 10 dollárostól fölfelé haladva bújtatott fémszálat kaptak, az 50 dolláros és a 2006-tól bevezetett 100 dolláros pedig hologrammal is rendelkezett. Újdonságként valamennyi ábrázolásra került az ország zászlaja, amúgy külső megjelenésükben megegyeztek elődeikkel.

### 2013-as sorozat
2013. szeptember 26-án bocsátották ki az új bankjegysorozat első darabját, az 50 dolláros bankjegyet. A 2017-ben bevezetett 20 dollárost a De La Rue nyomdájában állítják elő. Az új 10 dolláros bankjegyet 2017. november 29-én bocsátották ki. 2019. május 2-án bocsátották ki az új polimer alapú 5 dolláros bankjegyet. A sorozat 5 dolláros műanyagból, a 10 és 20 dolláros papírból, az 50 és a 100 dolláros pedig papír-műanyag hibrid anyagból készül.
| Névérték  | Méret       | Szín      | Leírás   | Leírás   | Dátumok   | Dátumok            | Dátumok     | Dátumok |
| Névérték  | Méret       | Szín      | Előoldal | Hátoldal | nyomtatás | kibocsátás         | visszavonás |         |
| --------- | ----------- | --------- | -------- | -------- | --------- | ------------------ | ----------- | ------- |
| 5 dollár  |             | sárga     |          |          | 2019      | 2019. május 2.     | forgalomban |         |
| 10 dollár |             | rózsaszín | címer    |          | 2017      | 2017. november 29. | forgalomban |         |
| 20 dollár | 140 x 66 mm | kék       | címer    |          | 2016      | 2017. január 23.   | forgalomban |         |

## Emlékbankjegyek
2018. július 5-én 40 dolláros emlékbankjegyet bocsátottak ki a függetlenség 40. évfordulója alkalmából.

## Külső hivatkozások
- bankjegyek képei